# Antonio de Oquendo y Zandátegui
Antonio de Oquendo y Zandátegui, secondo la grafia basca moderna Antonio Okendo Zandategi (San Sebastián, ottobre 1577 – La Coruña, 7 giugno 1640), è stato un ammiraglio spagnolo di origine basca.

## Biografia
Figlio del capitano generale Miguel de Oquendo y Segura e della di lui consorte María de Zandateguì, entrò nel 1593 nella marina militare spagnola. Nel 1594 passò all'Armata dell'Oceano. Non aveva ancora compiuto i diciott'anni quando ebbe il comando di due galere da 500 tonnellate di stazza, la Delfín de Escocia, e la Dobladilla. Il 15 luglio 1604 salpò da Lisbona con il compito di dar la caccia a una corsaro inglese che con due navi compiva scorrerie in Andalusia, Galizia e Portogallo. Il 7 agosto affrontò il nemico nel golfo di Cadice, catturando il corsaro con la sua nave.
Nel 1607 divenne comandante dello squadrone basco, che in quell'anno fu ampliato e rinominato "Squadrone della Baia di Biscaglia". Dallo stesso anno ebbe la funzione di Generale della flotta del Vicereame della Nuova Spagna. Operò poi agli ordini del comandante della flotta spagnola, principe Emanuele Filiberto di Savoia.
Nel 1619 sostituì provvisoriamente, come comandante dello Squadrone dell'Oceano, Juan Fajardo de Entenza y de Guevara, arrestato per insubordinazione. Nominato successore di Fajardo rifiutò, provando nel contempo a rendere il governo spagnolo edotto sulle varie manchevolezze dell'organizzazione navale, ma ottenne il risultato di venire anch'egli arrestato. Presto tuttavia la sua carcerazione fu mutata in un obbligo di residenza in convento. Dopo breve tempo tuttavia, grazie ai buoni uffici del  principe Filiberto, poté tornare alla sua attività e gli fu affidato il comando per qualche anno della nuova flotta spagnola del tesoro, che trasportava in Spagna argento dalle Ande.
Nel 1624 fu sottoposto a processo con l'accusa di frode e nepotismo ma riuscì a dimostrare che le accuse erano state create ad arte dai suoi nemici all'interno della flotta. Ciò non di meno gli fu tolto il comando della flotta del tesoro per quattro anni e fu condannato a pagare un'indennità di 12000 ducati per aver causato la perdita per negligenza dei galeoni Espíritu Santo e Santísima Trinidad vicino a Cuba.
Nel 1626 Oquendo divenne Ammiraglio-Generale della Flotta dell'Oceano, sotto il Capitano Generale Fadrique Álvarez de Toledo Osorio, primo marchese di Villanueva de Valdueza. Nel 1628 liberò di sua iniziativa la città di La Mámora (Marocco), allora assediata dai Mori.
Nel 1631 comandò un convoglio di truppe destinate al Brasile, per riconquistare la città di Pernambuco, che l'anno precedente era stata conquistata dalla Compagnia olandese delle Indie occidentali. Il 12 settembre egli attaccò e sconfisse la flotta olandese comandata dall'ammiraglio Adriaan Pater, perdendo una nave mentre gli olandesi ne persero tre. La vittoria gli consentì di sbarcare con successo le truppe. Fu quindi promosso al più elevato grado di Capitano Generale.
Nel 1636 fu arrestato per essersi battuto in duello con un nobile italiano a Madrid. Nel 1637 si rifiutò andare a rafforzare la flotta del Regno di Napoli poiché il suo squadrone era mal rifornito e sotto organico. Per punizione fu mandato a fare il governatore di Mahón, il capoluogo dell'isola di Minorca.
Nel 1639 la situazione della Spagna nella guerra dei trent'anni era fortemente peggiorata. La Francia aveva bloccato il solito collegamento via terra con l'armata della Fiandre e Oquendo, nominato nel frattempo visconte, ebbe il comando di una grossa flotta di trasporto di rinforzi da Cadice a Dunkerque. Il 15 settembre la sua flotta fu intercettata presso lo stretto di Dover dallo squadrone olandese del tenente-ammiraglio Maarten Tromp, che due giorni dopo ebbe il rinforzo della flottiglia del vice-ammiraglio Witte de With.
Nonostante che la flotta olandese fosse piuttosto piccola, consistente in sole diciassette navi, essa riuscì con un intelligente utilizzo della linea di battaglia a infliggere gravi danni alle navi spagnole. Oquendo temeva che, se fosse entrato nello stretto canale di Dunkerque, sarebbe rimasto intrappolato in quel porto, così decise di rifugiarsi nei Downs, in acque neutrali inglesi sulla costa del Kent. Poiché Carlo I d'Inghilterra aveva concluso un trattato segreto con la Spagna contro l'Olanda, Oquendo sperava di portare le sue truppe nelle Fiandre utilizzando le navi inglesi. Il 31 ottobre la flotta olandese, cresciuta oltre le cento navi, violò la neutralità inglese e attaccò la flotta spagnola, riuscendo a distruggerne  o catturarne molte navi. Lo stesso Oquendo fuggì, ma fu gravemente ferito e moralmente distrutto. Non guarì mai. Dopo il suo rientro in Spagna, morì presto a La Coruña.